# Rondo Jana Zamoyskiego w Zamościu

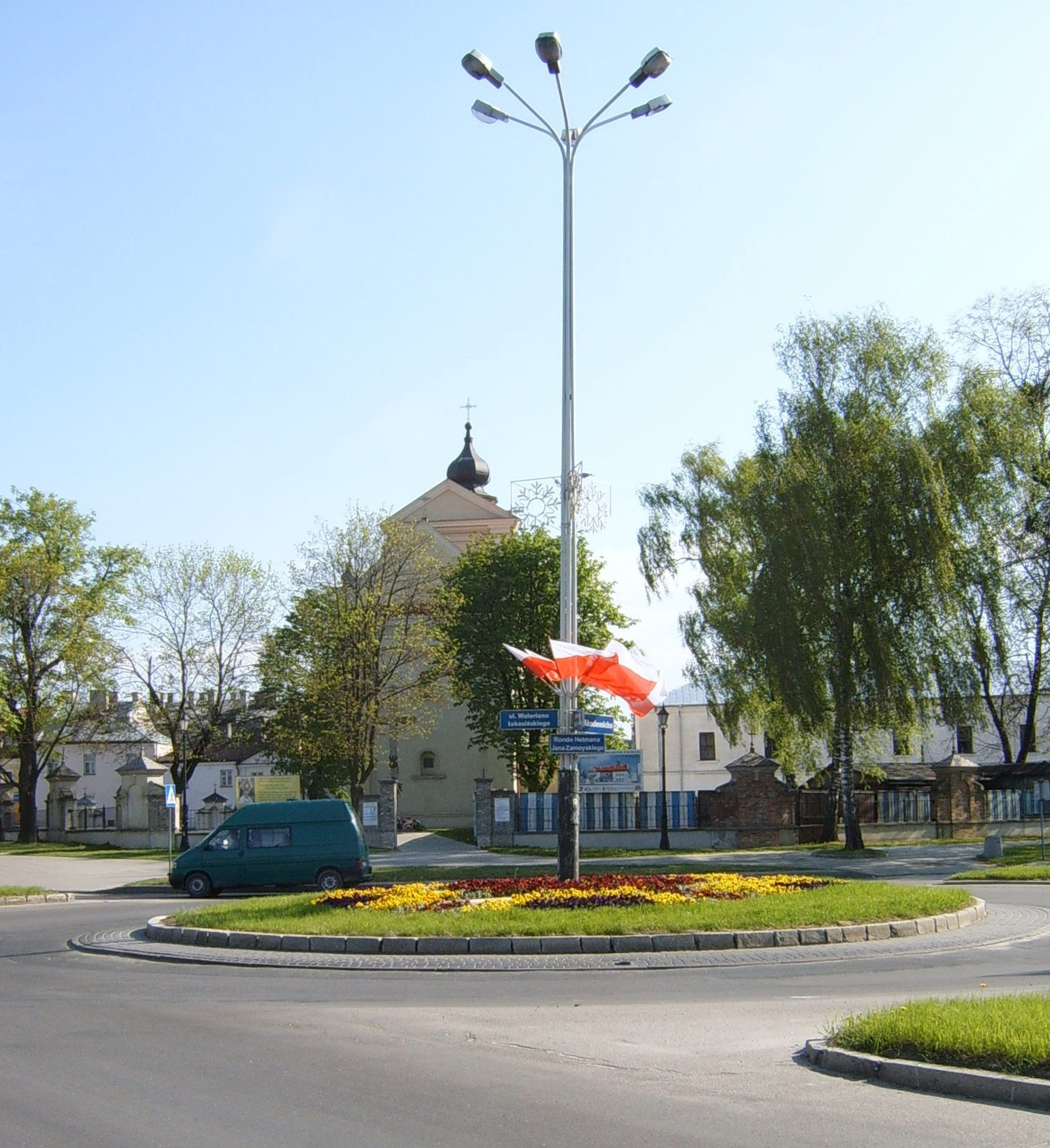
Rondo Jana Zamoyskiego

Rondo Jana Zamoyskiego – położone jest na terenie osiedla Stare Miasto w Zamościu. Jest to pierwsze rondo w mieście, które powstało w 1961 r., którego nazwa związana jest z założycielem miasta, Janem Zamoyskim. Położenie ronda z tą nazwą świetnie kojarzy się z miejscem, ponieważ leży na linii dawnych murów fortecznych Starego Miasta.
Rondo to łączy ulice:
- ul. Akademicka – główna ulica Starego Miasta od zachodu.

- ul. J. Piłsudskiego – na północ; jest jedną z najstarszych ulic w mieście i dawnym traktem z Zamościa do Lublina. Jej nazwa jest uhonorowaniem największego polityka i działacza Polski, Józefa Piłsudskiego.

- ul. W. Łukasińskiego – główna ulica Starego Miasta od wschodu.